# Friedrich von Wieser
Friedrich von Wieser (Vienna, 10 luglio 1851 – Salisburgo, 22 luglio 1926) è stato un economista e sociologo austriaco, fu insieme a Carl Menger e Eugen von Böhm-Bawerk uno dei fondatori della Scuola austriaca.
A differenza della maggior parte degli altri economisti della scuola austriaca, Wieser ha rifiutato il liberalismo classico, scrivendo che "la libertà deve essere sostituita da un sistema di ordine". Questa visione e la sua soluzione generale al ruolo dell'individuo nella storia è espressa al meglio nel suo ultimo libro The Law of Power, un esame sociologico dell'ordine politico pubblicato nel suo ultimo anno di vita.

## Biografia
Nato a Vienna il 10 luglio 1851, dimostrò il suo interesse per il diritto, per la storia, per la sociologia e per l'economia fin da giovane. Fu insieme a Carl Menger ed Eugen von Böhm-Bawerk uno dei fondatori della Scuola austriaca, ed aprì la strada alla generazione successiva di austriaci, tra i quali spiccano Ludwig von Mises, Friedrich von Hayek e Joseph Schumpeter. Nel 1917 divenne ministro delle finanze austriaco.
Wieser è conosciuto soprattutto per due opere da lui pubblicate: Der natürliche Wert (Valore Naturale) del 1889, dove spiega dettagliatamente la dottrina del costo alternativo e la teoria dell'imputazione e Theorie der gesellschaftlichen Wirtschaft (Teorie dell'economia sociale) del 1914, dove cerca di applicare le sue teorie al mondo reale.
Il dibattito sul calcolo economico (la critica più importante mossa dagli austriaci al socialismo) partì proprio per la nozione di Wieser (poi ripresa e ampliata da Ludwig von Mises) che pone il prezzo come frutto delle leggi di mercato come base fondamentale per il calcolo economico. Ovviamente questa nozione poneva ogni regime socialista come fallimentare in partenza.

## Opere

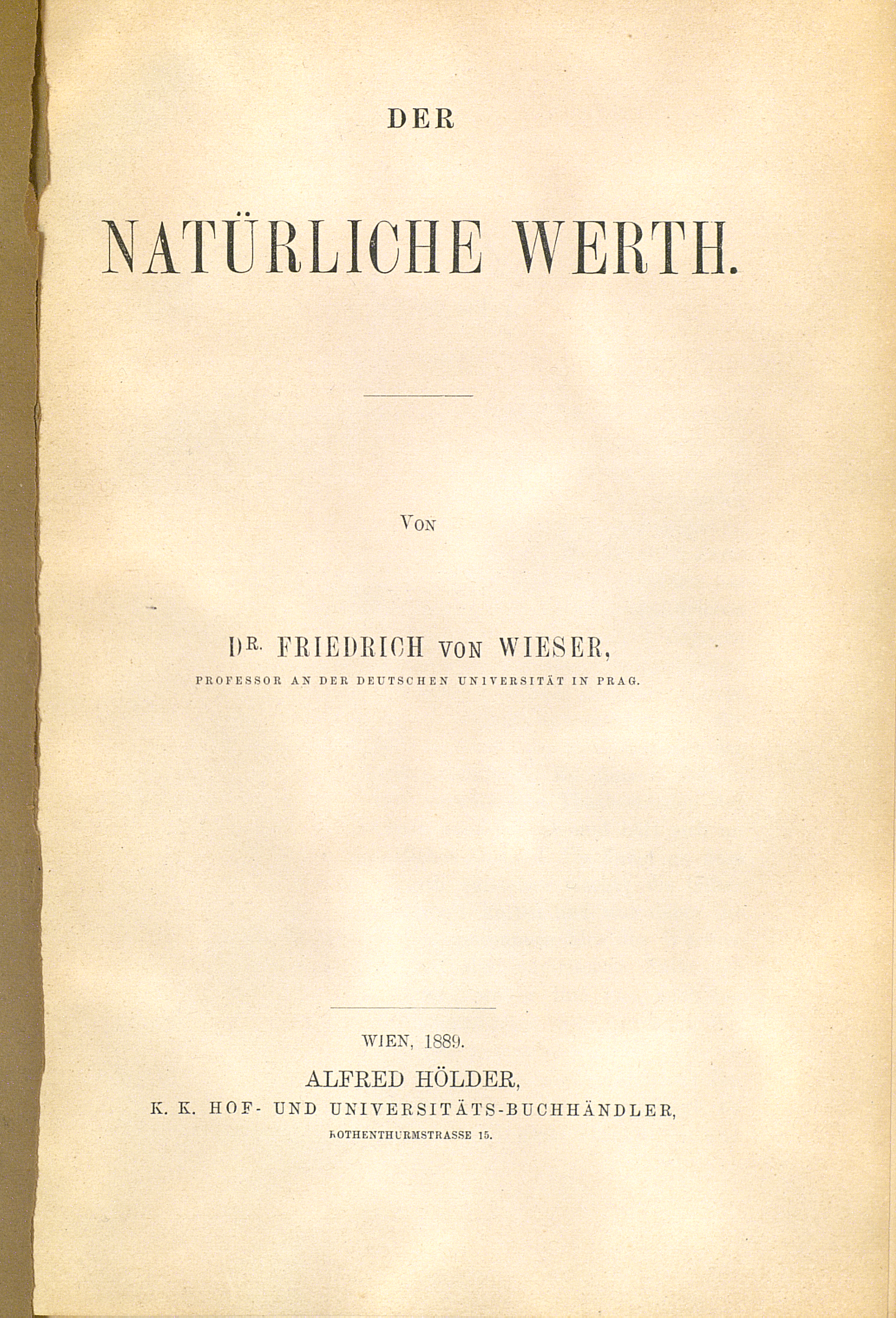
Der natürliche Werth, 1889

- Über den Ursprung und die Hauptgesetze des Wirthschaftlichen Werthes, 1884
- Der natürliche Werth, Wien, Holder, 1889.
- Die österreichische Schule und die Werth Theorie, 1891
- Die Werth Theorie, 1892
- Die Wiederaufnahme der Barzahlungen in Österreich-Ungarn, 1893
- Die österreichische Schule der Wirtschaft, 1894
- Böhm-Bawerk, 1894
- Die Theorie der städtischen Grundrente, 1909
- Das wesen und der Hauptinhalt der theoretischen Nationalökonomie, 1911
- Theorie der gesellschaftlichen Wirtschaft, 1914
- Das geschichtliche Werk der Gewalt, 1923
- Das Gesetz der Macht, 1926

### Postume
- Geld, 1927
- Gesammelte Abhandlungen, 1929